# Cheilanthes depauperata
Cheilanthes depauperata là một loài dương xỉ trong họ Pteridaceae. Loài này được Baker mô tả khoa học đầu tiên.